# Sundsvalls kommun
62°24′N 17°19′Ø / 62.400°N 17.317°Ø
Sundsvall kommune ligger i det svenske län Västernorrlands län i landskapet Medelpad (med en lille del i Hälsingland) i landsdelen Norrland. Kommunen grænser til nabokommunene Ånge, Bräcke, Ragunda, Sollefteå, Timrå og Nordanstig. Kommunens administrationscenter ligger i byen Sundsvall. Sundsvall er den mest folkerige kommune i Västernorrlands län.

## Geografi
Der er skovklædte åse i vest, lavere mod øst. Langs kysten findes mange moser og småsøer: Indbugtet kyst med flere øer, den største ø er Alnön. Elvene Ljungan og Indalsälven munder ud i Bottenhavet i kommunen.
E4 går gennem kommunen. E14 til Trondheim har start/slutpunkt i kommunen. Sundsvall er forbundet med det svenske jernbanenet med Ådalsbanan, Mittbanan og Ostkustbanan. Sundsvall-Härnösand flyveplads ligger i nabokommunen Timrå.

## Byer
Sundsvall kommune havde 26 byer i 2005.
I tabellen vises antal indbyggere per 31. december 2005.
| #   | By                  | Indbyggere |
| --- | ------------------- | ---------- |
| 1.  | Sundsvall           | 49.339     |
| 2.  | Vi                  | 4.757      |
| 3.  | Matfors             | 3.239      |
| 4.  | Kvissleby           | 2.633      |
| 5.  | Johannedal          | 2.592      |
| 6.  | Stockvik            | 2.165      |
| 7.  | Sundsbruk           | 2.098      |
| 8.  | Njurundabommen      | 1.959      |
| 9.  | Skottsund           | 1.052      |
| 10. | Svartvik            | 991        |
| 11. | Dingersjö           | 906        |
| 12. | Ankarsvik           | 882        |
| 13. | Essvik              | 818        |
| 14. | Indal               | 666        |
| 15. | Fanbyn              | 569        |
| 16. | Stöde               | 543        |
| 17. | Vattjom             | 499        |
| 18. | Kovland             | 476        |
| 19. | Tunadal             | 367        |
| 20. | Lucksta             | 349        |
| 21. | Juniskär            | 333        |
| 22. | Klingsta och Allsta | 305        |
| 23. | Liden               | 269        |
| 24. | Nedansjö            | 267        |
| 25. | Gustavsberg         | 235        |
| 26. | Hovid               | 229        |

## Venskabskommuner
- Porsgrunn, Norge
- Björneborg, Finland
- Sønderborg, Danmark
- Konin, Polen
- Volkhov, Rusland

## Eksterne kilder og henvisninger
1. ↑  Statistiska centralbyrån: Kommunarealer den 1 januar 2012
2. ↑  Statistiska centralbyrån: Folkmängd i riket, län och kommuner 30 september 2012

- Offisiell hjemmeside for Sundsvall kommune